# Romana Bělohlávková
Romana Bělohlávková (* 26. ledna 1965 Nové Město na Moravě) je česká politička a dětská lékařka, od roku 2021 poslankyně Poslanecké sněmovny PČR, od roku 2010 zastupitelka a mezi lety 2020–2021 také místostarostka města Žďár nad Sázavou (v letech 2014–2020 a od roku 2021 též radní města), členka KDU-ČSL.

## Život
Dětství strávila v Moravci, který je součástí města Žďár nad Sázavou, a později v městyse Strážek na Žďársku. Absolvovala gymnázium v Bystřici nad Pernštejnem a následně Lékařskou fakultu tehdejší Univerzity Jana Evangelisty Purkyně v Brně (dnes Masarykova univerzita), kde promovala v roce 1989 a získala tak titul MUDr.
Pracovní kariéru začala jako lékařka na dětském oddělení nemocnice v Novém Městě na Moravě a od roku 2003 působí na poliklinice ve Žďáře nad Sázavou. V letech 1999–2019 navíc externě vyučovala pediatrii na Střední zdravotnické škole a VOŠ zdravotnické Žďár nad Sázavou. Od roku 2013 působí jako jednatelka a společnice ve firmě RJB pediatrie.
Romana Bělohlávková žije ve městě Žďár nad Sázavou, konkrétně v části Žďár nad Sázavou 2. Od roku 1989 je vdaná, s manželem Jaroslavem má tři děti (dceru Anežku a syny Dalibora a Jaroslava).

## Politické působení
V komunálních volbách v roce 2010 byla zvolena jako nestranička za KDU-ČSL zastupitelkou města Žďár nad Sázavou. Ve volbách v roce 2014 mandát zastupitelky města obhájila, opět jako nestranička za KDU-ČSL. V listopadu 2014 se navíc stala radní města. Také ve volbách v roce 2018 obhájila post zastupitelky města, a to opět jako nestranička za KDU-ČSL. V listopadu 2018 byla znovu potvrzena i ve funkci radní města. V listopadu 2020 však na funkci místostarosty města rezignoval její stranický kolega Josef Klement, jelikož se stal senátorem. Novou místostarostkou města byla následně zvolena právě Bělohlávková. V komunálních volbách v roce 2022 kandidovala do žďárského zastupitelstva z 4. místa kandidátky KDU-ČSL, vlivem preferenčních hlasů však skončila druhá, a znovu tak obhájila mandát zastupitelky.
V krajských volbách v roce 2012 kandidovala jako nestranička za KDU-ČSL do Zastupitelstva Kraje Vysočina, ale neuspěla.
Ve volbách do Poslanecké sněmovny PČR v roce 2021 kandidovala z pozice nestraničky za KDU-ČSL na 3. místě kandidátky koalice SPOLU (tj. ODS, KDU-ČSL a TOP 09) v Kraji Vysočina. Získala 7 153 preferenčních hlasů a stala se tak poslankyní. V reakci na zvolení do parlamentu následně rezignovala na post místostarostky Žďáru nad Sázavou. V rámci Poslanecké sněmovny se koncem roku 2021 stala členkou Kontrolního výboru a Výboru pro zdravotnictví, v němž navíc byla zvolena předsedkyní Podvýboru pro veřejné zdravotnictví, epidemiologii a prevenci.
V rámci hlasování o návrhu vlády, aby děti mladší dvou let mohly chodit do školek či dětských skupin bez omezení, přišla s společně se stranickou kolegyní z KDU-ČSL Ninou Novákovou s protinávrhem, který by naopak docházku výrazně omezil. Omezení docházky na 92 hodin měsíčně by dle obou poslankyň mělo platit pro všechny děti nejen do dvou, ale až do tří let. Nováková s Bělohlávkovou argumentovaly tím, že stát rodičovský příspěvek vyplácí proto, aby rodiny o dítě pečovaly osobně, a že je to tak pro dítě nejlepší. Návrh rozpoltil lidovecký klub i vládní koalici.
V březnu 2025 Bělohlávková spolu se Zdenkou Němečkovou Crkvenjaš (ODS) a Janem Kuchařem (STAN) podali pozměňovací návrh k novele zákona o veřejném zdravotním pojištění. Návrh požadoval aby byl výrobce těhotenských testů povinen opatřit obal vizuálně zřetelným upozorněním na internetové stránky poradenství sociálního a právního charakteru zaměřeného na zachování těhotenství. Cílem návrhu měla být pomoct ženám, které se například z ekonomických důvodů nebo kvůli nátlaku z rodiny rozhodly podstoupit interrupci. Návrh vyvolal vlnu kritiky, především proto, že se na něm podílela kontroverzní organizace Hnutí pro život, která se dlouhodobě snaží dlouhodobě snaží o zákaz interrupcí v Česku. S návrhem nesouhlasilo např. Ministerstvo zdravotnictví a Zdenka Němečková Crkvenjaš spolu s Janem Kuchařem nakonec své podpisy stáhli. Bělohlávková uvedla, že ji mrzí, že se z návrhu stala „akce Hnutí pro život, která má zakázat interrupce“. Návrh předložila znovu ve stejném znění a přidala další, v němž bylo uvedeno, že odkazy na těhotenských testech by měly vést na stránky provozované Ministerstvem zdravotnictví.
Ve sněmovních volbách v roce 2025 kandiduje z 5. místa kandidátní listiny koalice SPOLU v Kraji Vysočina.

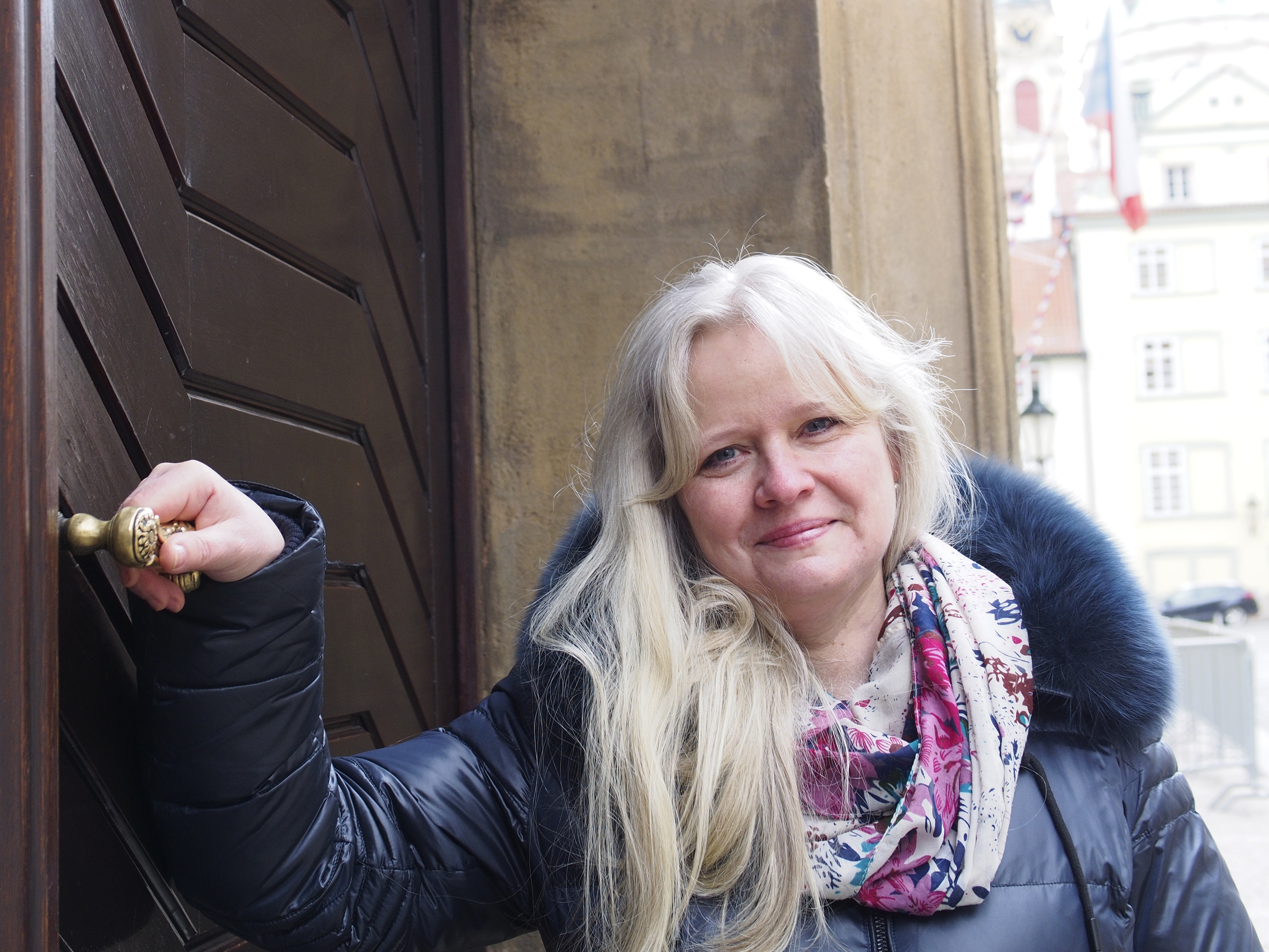
Romana Bělohlávková, poslankyně za KDU-ČSL, vchází do Poslanecké sněmovny.